# Лурано
Лурано (італ. Lurano) — муніципалітет в Італії, у регіоні Ломбардія, провінція Бергамо.
Лурано розташоване на відстані близько 470 км на північний захід від Рима, 37 км на схід від Мілана, 15 км на південь від Бергамо.
Населення — 2749 осіб (2014).
Щорічний фестиваль відбувається 23 вересня. Покровитель — San Lino Papa Martire.

## Демографія
Населення за роками:

Станом на 1 січня 2023 року в муніципалітеті офіційно проживало 285 іноземців з 25 країн, серед них 50 громадян країн Євросоюзу та 15 громадян України.

## Сусідні муніципалітети
- Арчене
- Бриньяно-Джера-д'Адда
- Кастель-Роццоне
- Поньяно
- Спірано